# Jubilee Party
De Jubilee Party (Nederlands: Jubileum of Jubel Partij) is een Keniaanse politieke partij die op 7 september 2016 ontstond na een fusie van politieke partijen die tot dan toe de Jubilee Alliance vormden. De Jubilee Party is de grootste politieke partij in het parlement van Kenia en wordt geleid door president Uhuru Kenyatta.

## Geschiedenis
De directe voorloper van de Jubilee Party, de Jubilee Alliance, ontstond in aanloop naar de verkiezingen van 2013 als platform voor presidentskandidaat Uhuru Kenyatta, zoon van de eerste president van Kenia, Jomo Kenyatta. De Jubilee Alliance was een lijstverbinding van elf politieke partijen:
1. Jubilee Alliance Party (JAP)
2. Alliance Party of Kenya (APK)
3. United Republican Party (URP)
4. Grand National Union (GNU)
5. New FORD–Kenya (NFK)
6. FORD People (FP)
7. United Democratic Forum (UDF)
8. Chama Cha Uzalendo (CCU)
9. Republican Congress (RC)
10. The National Alliance (TNA)
11. The Independence Party (TIP)

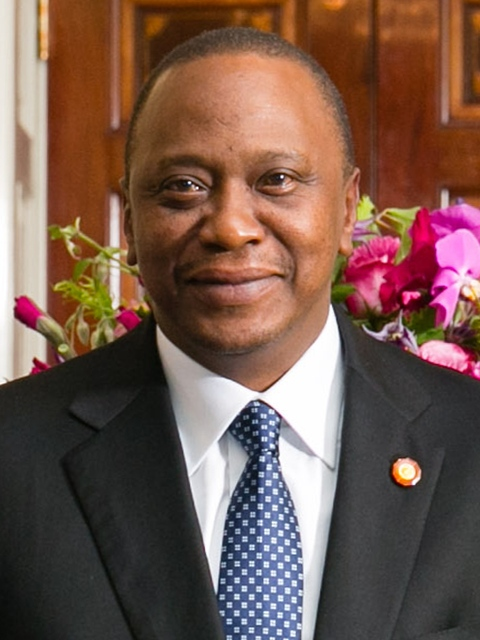
Uhuru Kenyatta, president van Kenia en leider van de Jubilee Party.

Uhuru Kenyatta werd in 2013 gekozen tot president en behaalde de lijstverbinding een meerderheid aan zetels in het parlement. Kenyatta stelde een coalitieregering samen die bestond uit de partijen van de Jubilee Alliance. In de aanloop naar verkiezingen van 2017 besloot men in september 2016 tot de fusie van de partijen die deel uitmaakten van de Jubilee Alliance. Uit deze fusie is de Jubilee Party voortgekomen. Bij de verkiezingen van 2017 werd Kenyatta als president herkozen en verkreeg de Jubilee Party een meerderheid aan zetels in het parlement.
De Jubilee Party maakt niet altijd een even stabiele indruk omdat er met regelmaat sprake is van interne partijconflicten.

## Ideologie
De Jubilee Party is een nationaal-conservatieve partij en is voorstander van een liberale economie. Naar eigen zeggen wordt de Jubilee Party geïnspireerd door het Afrikaans socialisme.
De partij ziet in de Volksrepubliek China een voorbeeld van een land dat zich in relatief korte tijd economisch enorm heeft ontwikkeld en partijleden worden naar China gezonden om aldaar te worden getraind door de Communistische Partij van China.

## Verwijzingen
1. 1 2  M. Yusuf: Kenyan President Launches New Political Party, VOA News 10 september 2016
2. ↑  T. Wilson: Kenya succession battle sparks renewal of political infighting, Financial Times 20 februari 2019. Gearchiveerd op 1 september 2023.
3. ↑  Jubilee Party Digital Constitution 2016 (pdf). Gearchiveerd op 1 september 2023.
4. 1 2  M. Munene: Rejuvenation of Jubilee Party ideals on the cards, The Standard 29 januari 2018. Gearchiveerd op 1 september 2023.
5. ↑  M. Nyamori: Jubilee Party learns from Chinese, The Standard 2018
6. ↑  E. Mutethya: Communist Party of China shares tips with Kenya's Jubilee Party, Chinadaily.com 15 juli 2018. Gearchiveerd op 20 januari 2023.